# Exophyla rectangularis
Exophyla rectangularis — вид лускокрилих комах з родини еребід (Erebidae).

## Поширення
Вид поширений в Україні, Румунії, Болгарії, Албанії, Греції, Чорногорії, Хорватії, Північній Італії, Туреччині, Лівані, Ізраїлі і Туркменістані.

## Спосіб життя
На Близькому Сході буває одне покоління на рік. На початку літа дорослі особини стають на крило. Личинки живляться різними видами каркасу (Celtis), переважно Celtis australis.